# Blue Mammoth Games
Blue Mammoth Games est une entreprise américaine de développement et d'édition de jeux vidéo téléchargeables, basée à Atlanta et filiale d'Ubisoft.
L'entreprise est créée indépendamment en 2009.

## Historique
En mars 2018, l'éditeur français de jeu vidéo Ubisoft rachète Blue Mammoth Games pour un montant inconnu.

## Jeux développés
- Dungeon Blitz
- Brawlhalla